# District de Matiari
Le district de Matiari (en ourdou : ضلع مٹیاری) est une subdivision administrative de la province du Sind au Pakistan. Constitué autour de sa capitale Matiari, le district est entouré par le district de Shaheed Benazirabad au nord, le district de Sanghar à l'est, le district d'Hyderabad au sud et enfin le district de Jamshoro à l'ouest.
Créé en 2005, le district compte un peu moins d'un million d'habitants en 2017. La population, qui parle essentiellement sindhi, est principalement rurale et vit de l'agriculture. Le district est surtout pauvre et peu développé. C'est un fief du Parti du peuple pakistanais.

## Histoire

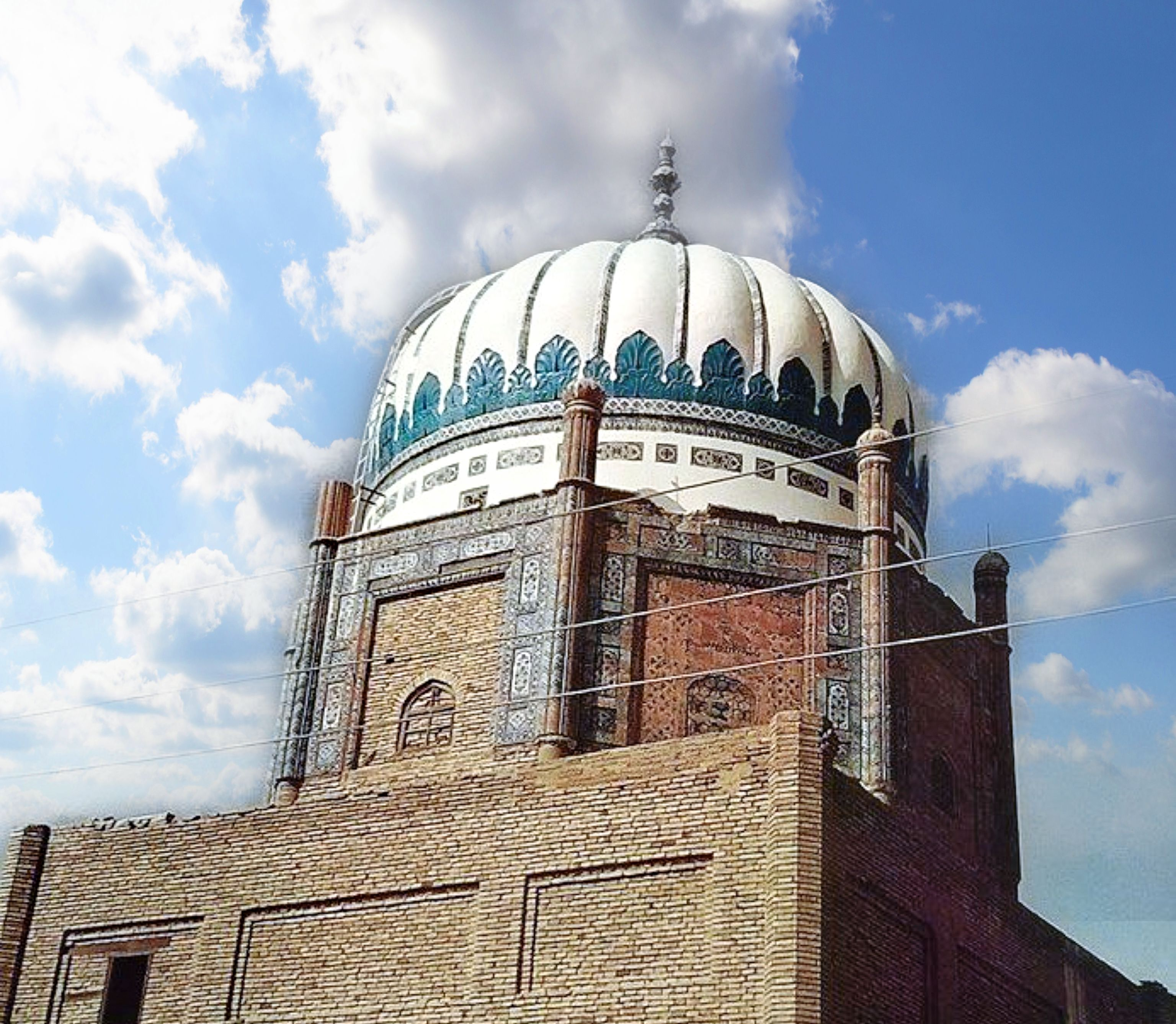
Ville de Hala.

La région de Matiari a été sous la domination de diverses puissances au cours de l'histoire, notamment le Sultanat de Delhi puis l'Empire moghol, avant d'être est intégrée au Raj britannique en 1858. La population majoritairement musulmane a soutenu la création du Pakistan en 1947.
Le district est créé en 2005 alors qu'il était auparavant un tehsil inclus dans le district d'Hyderabad.

## Démographie
Lors du recensement de 1998, la population des tehsils qui constitueront plus tard le district a été évaluée à 494 244 personnes, dont environ 23 % d'urbains.
Le recensement suivant mené en 2017 pointe une population de 769 349 habitants, soit une croissance annuelle de 2,4 %, semblable aux moyennes nationale et provinciale. Le taux d'urbanisation augmente un peu pour s'établir à 24 %.
La langue la plus parlée du district est de loin le sindhi, pour près de 92 %, et on trouve une petite minorité parlant ourdou (4 %).
Près de 92 % de la population du district est musulmane en 1998 alors que les minorités religieuses sont hindoues (6 %), chrétiennes (1,5 %), le reste étant constitué de sikhs ou de zoroastriens.

## Administration

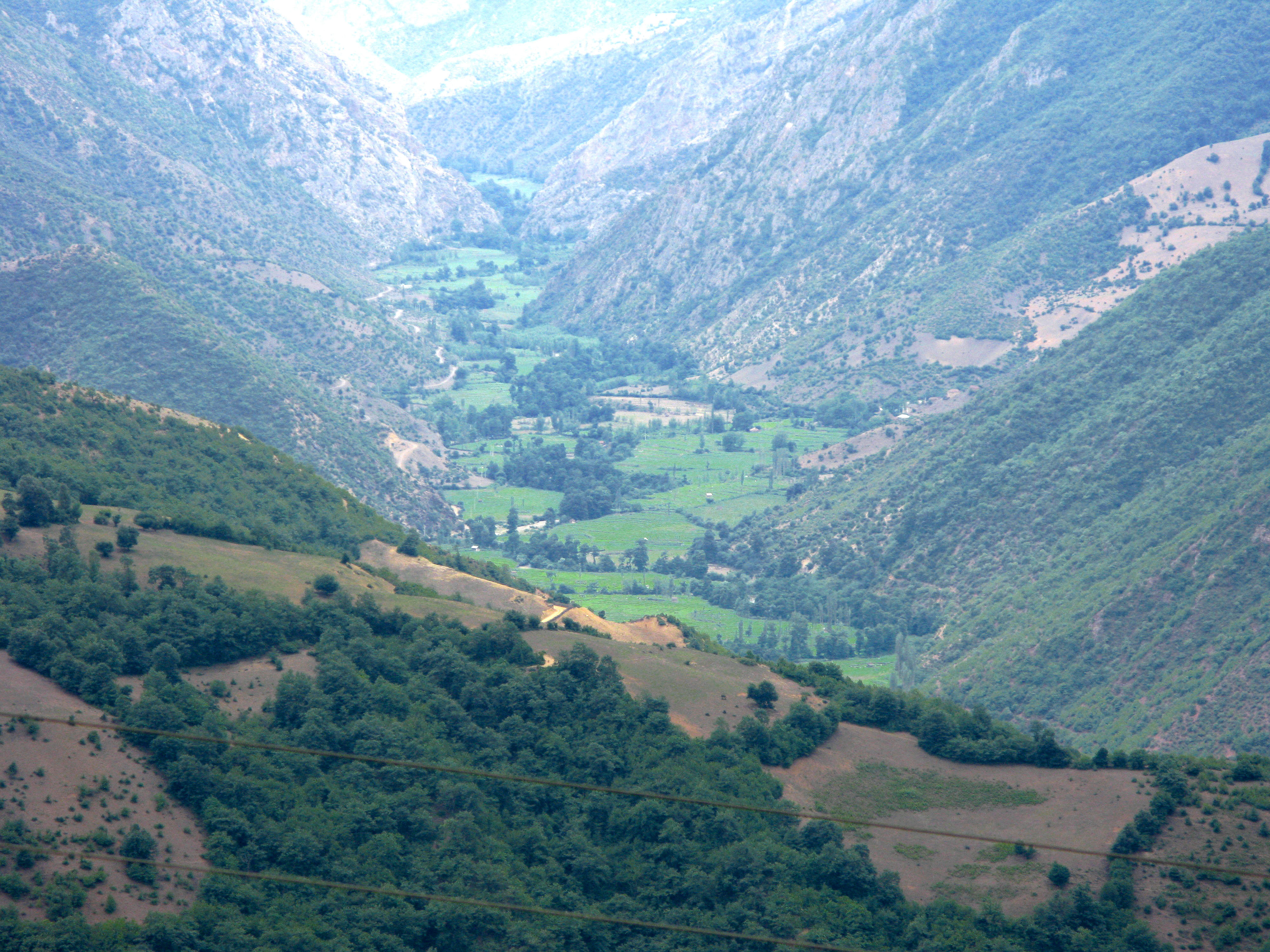
Paysage du tehsil de Saeedabad.

Le district est divisé en trois tehsils ainsi que 30 Union Councils.
| Tehsil    | Population (rec. 2017) |
| --------- | ---------------------- |
| Hala      | 262 423                |
| Matiari   | 340 677                |
| Saeedabad | 166 249                |

Quatre villes du district comptent plus de 20 000 habitants. La plus importante est Hala, qui fait rare n'est pas la capitale du district. Elle rassemble près de 9 % des habitants du district et 36 % de sa population urbaine. La capitale Matiari n'est que la troisième ville du district.
| Ville            | Population (rec. 2017) |
| ---------------- | ---------------------- |
| Hala             | 65 731                 |
| Bhit Shah        | 39 713                 |
| Matiari          | 21 195                 |
| Saeedabad Taluka | 21 008                 |

## Économie et éducation
Malgré sa proximité avec Hyderabad, grand centre économique et deuxième ville de la province du Sind, Matiari est un district principalement rural et peu développé. La population vit surtout de la culture du coton, de la banane, de la mangue ou du blé, entre autres.
Selon un classement national de la qualité de l'éducation, le district se trouve grossièrement dans la médiane du pays, avec une note de 55 sur 100 et une égalité entre filles et garçons de seulement 58 %. Il est classé 80e sur 141 districts au niveau des résultats scolaires et 70e sur 155 au niveau de la qualité des infrastructures des établissements du primaire.

## Politique
À la suite de la réforme électorale de 2018, le district est représenté par la circonscription no 223 à l'Assemblée nationale ainsi que les deux circonscriptions no 58 et 59 de l'Assemblée provinciale du Sind. Lors des élections législatives de 2018, elles sont toutes remportées par des membres du Parti du peuple pakistanais.
| Parti                                      | Voix (national) | %       | Élus nationaux | Élus provinciaux |
| ------------------------------------------ | --------------- | ------- | -------------- | ---------------- |
| Parti du peuple pakistanais                | 110 176         | 61,26 % | 1              | 2                |
| Grande alliance démocratique               | 50 442          | 28,05 % | 0              | 0                |
| Muttahida Majlis-e-Amal                    | 6 106           | 3,39 %  | 0              | 0                |
| Autres partis                              | 7 435           | 4,13 %  | 0              | 0                |
| Indépendants                               | 5 699           | 3,17 %  | 0              | 0                |
| Total exprimés (participation : 54,06 %)   | 179 858         | 100 %   | 1              | 2                |
| Source : Commission électorale du Pakistan |                 |         |                |                  |